# در معرض خطر (فیلم ۲۰۲۵)
در معرض خطر (انگلیسی: Marked Men) یک فیلم درام عاشقانه آمریکایی به کارگردانی نیک کاساوتیس و نویسندگی شارون سوبول است. این فیلم اقتباسی از رمان «قاعده» نوشته جی کرونور در سال ۲۰۱۲ می‌باشد. در این فیلم، چیس استوکس در نقش رول آرچر، و سیدنی تیلور در نقش شاو لاندون، دانشجوی پزشکی از یک خانواده مرفه، بازی می‌کنند. بازیگران مکمل عبارتند از: الکساندر لودویگ، الا بالینسکا و ناتالی آلین لیند. این فیلم برای اکران محدود در ۲۲ ژانویه ۲۰۲۵ برنامه‌ریزی شده است.

## داستان
شاو لاندون از زمانی که برای اولین بار او را ملاقات کرد، احساساتی نسبت به رول آرچر داشت. علیرغم دوستی نزدیکشان، رول همیشه به شاو به عنوان یک دوست خانوادگی می‌نگریست که از احساسات عمیق‌تر او بی‌خبر است. زندگی شاو به‌عنوان یک دانش‌جوی پزشکی و با پس‌زمینه‌ای ثروتمند، به‌شدت با دنیای رول در تضاد است. یک شب صمیمیت غیرمنتظره آنها را مجبور می‌کند تا با احساسات واقعی خود روبرو شوند و پیچیدگی‌های پیشینه و انتظارات خانوادگی متفاوت خود را طی کنند.